# マリリア・メンドンサ
マリリア・ディアス・メンドンサ（ポルトガル語: Marília Dias Mendonça、ブラジルポルトガル語発音: [maˈɾiljɐ mẽˈdõsɐ] 、1995年7月22日 - 2021年11月5日）は、ブラジルのシンガーソングライター。
2015年、自身の名を冠したデビューEPをリリース。2016年に同名の初のライブアルバムをリリース。国内で、24万枚を売り上げてトリプルプラチナ認定を受けて以降、注目を集めるようになる。このアルバムの収録曲「Infiel」は、ブラジル国内で最も再生された曲の1つとなり、トリプルダイヤモンドディスクの証明を受けた。これにより、全国的な知名度を得る。セカンド・アルバム「Realidade」は、2017年にリリースされ、ベスト・セルタネージャ音楽として、ラテン・グラミー賞にノミネート。2019年には、アルバム「TODOS OS CANTOS」をリリース。このアルバムでは、発売された240,000枚のトリプルプラチナ認定と、ラテン・グラミー賞での「セルタネージャ部門」における最優秀アルバム賞を受賞した。
2021年11月5日、メンドンサはミナスジェライス州カラチンガ近郊にて、飛行機墜落事故で死亡。26歳没。予定されていたコンサートに出演するために飛行機で現地に向かっている途中のことだった。

## 来歴

### 若いころ
ブラジル・クリスティアーノポリス生まれ、ゴイアス州・ゴイアニア育ち。教会で音楽に触れ、12歳のときに作曲を開始。「MinhaHerança」（ジョアン・ネト & フレデリコ）、「Muito Gelo, Pouco Whisky」（ウェズリー・サファダオ）、「AtéVocêVoltar」、「Cuida Bem Dela」、「Flor eo Beija-Flor」（エンリキ & ジュリアノ）、「Ser Humano ou um Anjo」（マテウス & カウアン）、「É Com Ela Que Eu Estou」（クリスティアーノ・アラウージョ）など、様々な歌手に楽曲を提供するようになった。

### 2011年から2016年
2014年1月に自身の名前を冠した初のEPを発表。歌手としてのキャリアをスタートさせた。2015年6月には、エンリケ＆ジュリアノが参加して、最初のシングル曲「Impasse」をリリース。2016年3月、ファーストアルバム「マリリア・メンドンサ・アオ・ヴィーヴォ」をリリース。アルバムでは、シングル曲「センチメント・ロウコ」「インフィエル」が収録。デュオのエンリケ＆ジュリアーノが参加したライブ盤を発表した。インフィエルはその年、ブラジル国内でのラジオで5番目に演奏された曲になり、全国的な知名度を得た。10月には、過去のヒット曲を収録したアコースティクライブのEPをリリース。シングルとしては、「Eu SeideCor」のみが収録されている。

### 2017年から2021年 「Realidade」、「Todos os Cantos」の発表

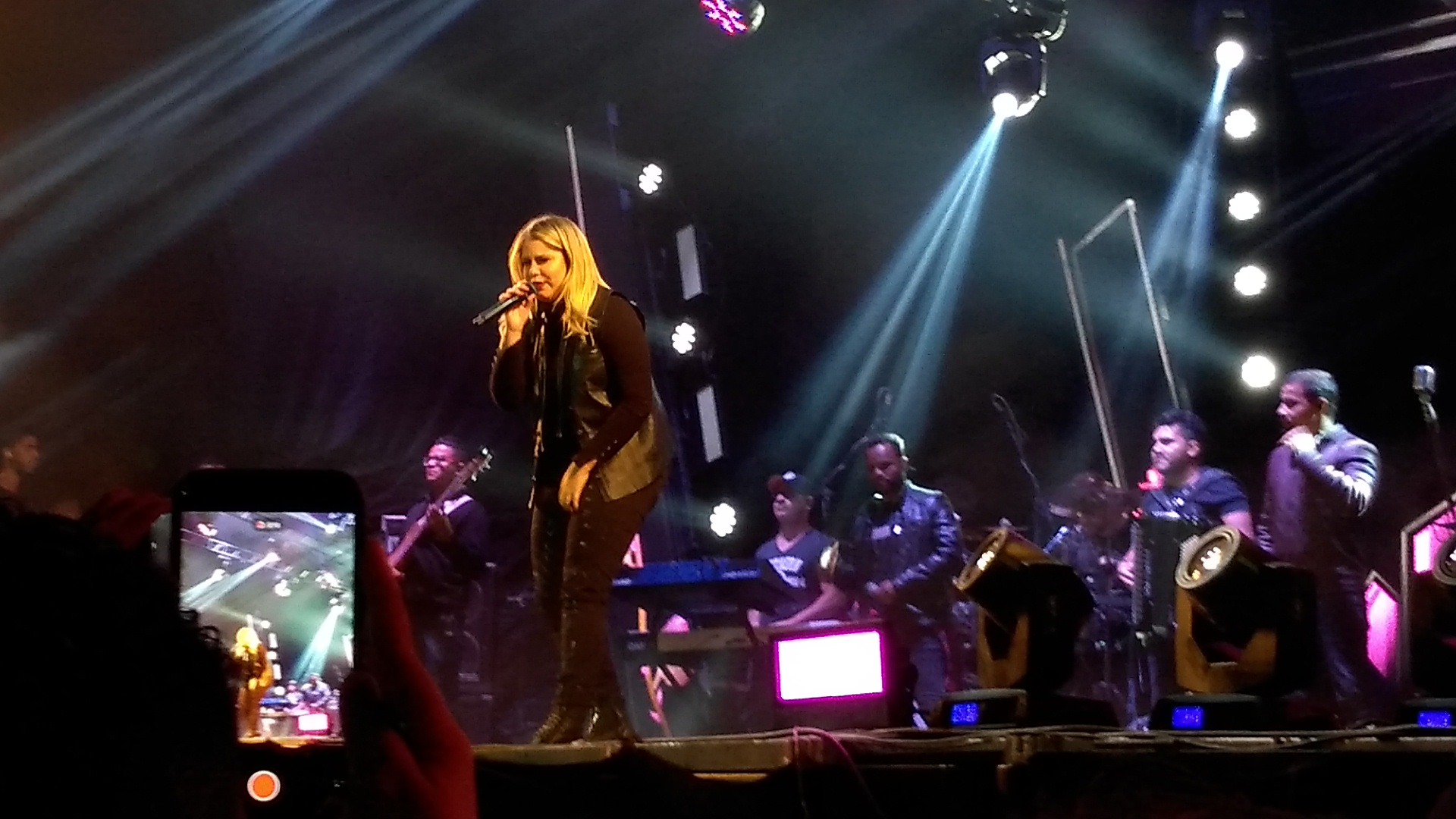
2018年のメンドンサ

2017年1月、4つの新曲を含むEPをリリース。3月にはセカンドアルバム「Realidade」がリリースされ、「Amante Não Tem Lar」や「De Quem É A Culpa」などのシングル曲を発表し、再びエンリケ＆ジュリアノのデュオが参加した。11月、彼女はデュオ、ブルーノ＆マローンとの共作として、シングル「Transplante」をリリース。同年7月には、YouTubeで最も人気のあるブラジル人アーティストとの評価を獲得し、世界ランキングでは13位にランクインした。
2019年2月、歌手として3度目となるライブアルバム「Todos os Cantos」の第1巻がリリースされた。このアルバムのシングル曲には、「Ciumeira」、「Bem Pior Que Eu」、「Todo Mundo Vai Sofrer」、「Supera」などが含まれていた 。同年3月、Spotifyは、ストリーミングサービスでブラジルで最も多く再生されている女性歌手のトップ10で1位を獲得したことを発表した。5月、アルバム「Todos os Cantos」の第2巻をリリース。第3巻は8月にリリースされた。2019年、このアルバムは米ラテングラミー賞で、セルタネージャ部門におけるベストアルバム賞を受賞した。

## 私生活
2015年3月、実業家のユグニール・アンジェロとの交際を開始。2016年12月に婚約。2017年8月に関係を終える。カジュアルな関係を維持した後、2019年5月には、同じくシンガーソングライターのムリロ・ハフと5か月間にわたる真剣交際をしていたことを明らかにした。その後、二人は婚約して同居を開始。同年6月には、妊娠していることが判明し、2019年12月16日、ゴイアニアで8週間の早産で息子のレオを出産した。
2020年8月8日に行われた「サイドB」のライブショーの休憩の合間に、ゴイアニアにある「DIESEL」というゲイ・ナイトクラブについて言及し、バンドのミュージシャンの一人が「人生で最も美しい女性」とキスをした、などと発言した。さらに、バンドの他のメンバーは笑いながら、ニューハーフの女性と付き合っていたことをほのめかした。このコメントはソーシャルネットワークに悪影響を及ぼし、 Twitterでは、ハッシュタグ＃MaríliaTransfóbicaが立ち上がるなどした。8月10日、メンドンサは、Twitterでミスを認めて謝罪した。ジョークを謝罪し、自身の誤ちは正当化できないものであることを認めた。

## 死去
2021年11月5日、メンドンサは他の4人と一緒にエアタクシーに乗り込み、地元で開催されるコンサートに出演するため、ブラジルのミナスジェライス州カラティンガへと向かった。飛行機は墜落し、メンドンサ、マネージャーでもある叔父、プロデューサー、そして2人のクルーが死亡した。ヘジ・グローボによるライブ報道の直後、5人全員の死亡が公式に確認された。彼女の死は、国内外のメディアで大きな注目を集め、アニッタ、ルイーザ・ソンサ、ドゥルセ・マリア、ガル・コスタ、ロベルタ・ミランダ、ジルベルト・ジル、イヴェッチ・サンガロ、パブロ・ヴィターなどから、ラテン・レコーディング・アカデミーのCEOであるマヌエルアブドなど、アーティストを始めとした多くの人が悲劇を悼み、ソーシャルメディアなどを通じて、彼女への敬意を表した。さらにサッカー選手のネイマールは、Twitter上で追悼のコメントを寄せた。
墜落の原因は詳しく調査中であるとしつつも、現地の電力会社は「墜落の前に送電設備にぶつかった」と話し、現地警察は「墜落の前に何かにぶつかった可能性がある」との見解を示した、と報道されている。彼女の死後、6日だけで2860万回のストリームを記録。この日にストリーミング再生として全世界で最も聴かれているアーティストとなり、ブラジル国内のSpotifyでは、TOP200に74曲が登場した。

### 葬儀
パイロットと副操縦士を除いた犠牲者の遺体は11月6日の夜明けには、カラティンガの葬儀場を出発した。朝には、メンドンサとシルベイラの遺体がゴイアニアに到着。その日のうちに、ゴイアニアのゴイアニアアリーナで二人の開棺が行われた。葬儀は、午前9時から親族のみに限定して行われたが、午後1時からは一般人の参列が開始され、ファンが参列した。10万人以上の人がアリーナを通ったと推定されている。葬送は5時30分に開始され、遺体はゴイアニアのパルケ・メモリアル墓地に埋葬された。

## 評価
音楽界のサブジャンルである「フェミネージョ」（女性による、そして女性のためのセルタネージャ音楽）のリーダー革として高く評価された。また女性のエンパワーメントを常々訴え、2010年代から2020年代にかけてセルタネージャの業界に革命をもたらした。力強く歌う姿と、苦悩に満ちた人生から「苦悩の歌姫」などとも呼ばれた。